# Олимпийский комитет Фиджи
Ассоциация спорта и национальный олимпийский комитет Фиджи (англ. Fiji Association of Sports and National Olympic Committee; уникальный код МОК — FIJ) — организация, представляющая Фиджи в международном олимпийском движении. Штаб-квартира расположена в Суве. Комитет основан в 1949 году, в 1955 году был принят в МОК, является членом ОНОК, организует участие спортсменов из Фиджи в Олимпийских, Тихоокеанских играх и других международных соревнованиях. 